# 宇宙の唄 (アルバム)
『宇宙の唄』（うちゅうのうた）は、高橋洋子の2枚目のカバー・アルバム。2013年8月8日にアトミックモンキーから発売された。

## 概要

### アルバム解説
- アトミックモンキーから発売された唯一のアルバム。
- キャッチコピーは「福澤もろカヴァーアルバム メディテーションLIVE CD」[1]。
- 福澤もろの楽曲をカバーしたものが収録されている[1]。
- 高橋洋子のカバーアルバムには「20th century Boys & Girls」シリーズがあるが、そのシリーズとは別枠として扱われている。
- 全ての収録曲がピアノと歌だけでレコーディングされた[2]。
- 高橋洋子は福澤もろに会ったことが無いが、2001年頃に福澤の知り合いから「いつか福澤もろの楽曲を歌うことになる」と言われたと述べている[3]。
- このアルバムの録音は、高橋洋子の意向でボーカルは一切編集をせず、基本ファーストテイクのみで行い、その後に高橋全がシンセサイザーを録音した形で行われた[4]。
- アルバムのジャケットイラストは、収録曲である「宇宙の唄:サークルマインド」の歌詞と楽曲の世界観をイメージして製作された[5]。

### 楽曲解説
- 3曲目「宇宙の唄:サークル・マインド」は、シングル「暫し空に祈りて」のカップリングに収録されたものとは異なるミックスである。

## 収録曲
| 全作詞・作曲: 福澤もろ、全編曲: 髙橋全。 |                                 |          |            |      |
| #                                        | タイトル                        | 作詞     | 作曲・編曲 | 時間 |
| 1.                                       | 「SOUTHERN GLORY」              | 福澤もろ | 福澤もろ   | 5:14 |
| 2.                                       | 「HOLY NIGHT」                  | 福澤もろ | 福澤もろ   | 7:26 |
| 3.                                       | 「宇宙の唄:サークル・マインド」 | 福澤もろ | 福澤もろ   | 6:39 |
| 4.                                       | 「天地の唄」                    | 福澤もろ | 福澤もろ   | 7:17 |
| 5.                                       | 「ケ・サラ、ケ・サラ」          | 福澤もろ | 福澤もろ   | 5:58 |
| 6.                                       | 「命の夜明け」                  | 福澤もろ | 福澤もろ   | 5:41 |
| 7.                                       | 「樹」                          | 福澤もろ | 福澤もろ   | 3:07 |
| 合計時間:                                | 合計時間:                       | 41:22    |            |      |

## スタッフクレジット
| Piano & Keyboard                      | 髙橋全                           |
| All Tracks Recorded, Mixed & Mastered | 髙橋全                           |
| Artist Management & Coordinate        | 池田愛理子（アトミックモンキー） |
| Art Direction & Art Works             | サイトウユウスケ                 |